# Claude Carliez
Pour les articles homonymes, voir Carliez.

Claude Carliez à droite.

Claude Carliez est un maître d'armes, cascadeur, acteur, coordinateur des combats et des cascades, chorégraphe et réalisateur français né le 10 janvier 1925 à Nancy et mort le 18 mai 2015 à Saint-Mandé,,,.
De 1950 à 2000, il coordonne les combats et les cascades d'une multitude de films, dont ceux avec Jean Marais, Jean-Paul Belmondo, Louis de Funès, Gérard Depardieu, Alain Delon, Pierre Richard, Jean Gabin, Lino Ventura, Bourvil, Yves Montand, Sophie Marceau, Catherine Deneuve, Brigitte Bardot, Gérard Barray, Philippe Noiret, Jean Rochefort, Gérard Philipe, Pierre Mondy, Eddie Constantine, Roger Moore, etc.,. Il collabore à de nombreuses productions étrangères dont deux James Bond. Il a été président du Syndicat des cascadeurs français de 1972 à 1984 et président de l'Académie d'armes de France de 1988 à 2012.
Avec plus de cinquante ans d’activités, Claude Carliez est l’un des célèbres coordinateurs de cascades de l’histoire du cinéma français et international.
Chef d'orchestre de l'action sous toutes ses formes, il a plus de 600 productions à son actif (environ 200 films cinématographiques, des 200 séries télévisées, mini-séries télévisées, feuilleton télévisées, téléfilms, publicités, shows, TV specials, programmes, documentaires et 20 pièces de théâtre),.

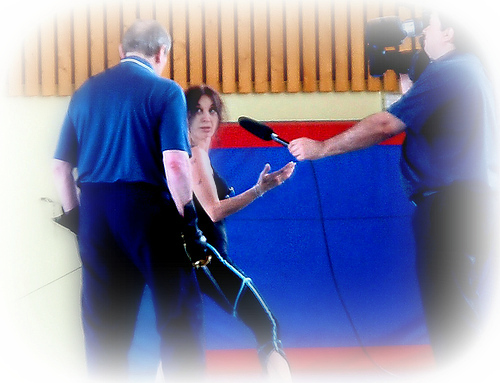
Le maître d'armes Claude Carliez avec Sarilen Gonzalez à Pérouges, France.

## Biographie
Claude Carliez est né dans une famille de cinq enfants, quatre garçons et une fille[source insuffisante]. Fils d'un expert en danse, Claude Carliez naît à Nancy en 1925. Premier président du Syndicat des cascadeurs français, il demeure, avec Rémy Julienne, celui qui fit de cette activité une profession. Entré à 18 ans à l'école magistrale d'escrime de Joinville-le-Pont, il sort diplômé de sa maîtrise à 21 ans. Il part ensuite pour le Luxembourg où il dispense pendant quelques années l'escrime et l'éducation physique . Revenu à Paris, Claude retrouve en 1953 un de ses maîtres André Gardère, qui le fait engager pour le film de Christian-Jaque Lucrèce Borgia.
Les réalisateurs pour lesquels il a travaillé (notamment Gérard Oury et André Hunebelle) l'appréciaient pour sa précision, sa perfection et son intrépidité. Les acteurs aimaient travailler avec lui en raison de ses compétences alliées à sa nature agréable et de sa gentillesse envers son métier.
Il a réglé des scènes d'actions, des combats d'escrime et des cascades dans de nombreux films tels que Les Vikings, Les Trois Mousquetaires, Le Comte de Monte-Cristo, Cartouche, La Tulipe noire, la série de Coplan, la série des OSS 117, la trilogie Fantomas, Le Corniaud, La Grande Vadrouille, Mon oncle Benjamin, Le Mur de l'Atlantique, La Folie des grandeurs, Les Aventures de Rabbi Jacob, Le Retour du Grand Blond, Peur sur la ville, L'Animal, Julia, Le Professionnel, Les Misérables, Le Marginal, Target, Valmont, La Fille de d'Artagnan ainsi que deux James Bond (Moonraker et Dangereusement vôtre) et de nombreux films de cape et d'épée,,.
En 1958, il est le maître d'armes d'un téléfilm de Marcel Bluwal, L'Alcade de Zalamea.
En 1959, Claude est apparu dans le film à succès Le Bossu, mettant en vedette Jean Marais et réalisé par André Hunebelle, qui a fait avancer sa carrière cinématographique. Hunebelle lui commande toutes les cascades du film suivant, Le Capitan.
Il a aussi participé au feuilleton télévisé Thierry la Fronde.
Coordinateur des scènes d'action pour la série de films OSS 117 d’André Hunebelle, ainsi que le fut Bob Simmons pour un certain nombre de James Bond.
Il est également le réalisateur d'un film avec Jean Marais et Marie-José Nat, Le Paria (1969).
Au cours de sa carrière, il travaille fréquemment avec certains acteurs et cascadeurs, parmi lesquels Jean Marais, Jean-Paul Belmondo, Rémy Julienne, François Nadal, Gil Delamare, Gérard Streiff, Guy Delorme, Michel Berreur, Daniel Breton, Yvan Chiffre, Antoine Baud, Lionel Vitrant, Henri Guégan, Michel Carliez, Jean Minisini, Henri Cogan, Raoul Billerey, André Cagnard, Éric Vasberg, Daniel Vérité, Maurice Auzel ou encore Mick Micheyl,,,.
Mais, il ne faut pas oublier l’opéra avec Herbert von Karajan, les concerts avec Johnny Hallyday, le théâtre, Holiday On Ice…
Il a officiellement pris sa retraite en 2000.
De 1988 à 2012, Claude Carliez préside l'Académie d'armes de France, où il initie activement l'essor de l'escrime artistique.
En 2012, il a reçu conjointement avec son fils Michel, le Prix Henri-Langlois.
Claude Carliez est décédé de causes naturelle le 17 mai 2015.
Ses obsèques ont eu lieu en toute discrétion le mercredi 20 mai à Champigny.
Un livre posthume, " Souvenirs en cascades - A fleurets mouchetés ", est paru en décembre 2016.

### Famille
Son père était Daniel Carliez et sa mère était Marie Desgrey.
Claude Carliez était marié à Éliane Carliez.
Claude Carliez est le père de Marie-Claude Carliez, qui fut monteuse au cinéma et Michel Carliez, également maître épéiste et cascadeur.

### Décorations
- Chevalier de l'ordre des Arts et des Lettres (2002)[34]
- Chevalier de l'ordre national du Mérite (juillet 2013)[34]

## Filmographie
Sauf indication contraire, les informations mentionnées dans cette section peuvent être confirmées par la base de données cinématographiques IMDb,  présente dans la section « Liens externes ».

### Cinéma

#### Coordinateur des combats et des cascades
- 1953 : Lucrèce Borgia de Christian-Jaque
- 1953 : Les Trois Mousquetaires d'André Hunebelle
- 1954 : Cadet Rousselle d'André Hunebelle
- 1954 : Le Vicomte de Bragelonne de Fernando Cerchio
- 1955 : Le Fils de Caroline chérie de Jean Devaivre
- 1955 : L'Affaire des poisons d'Henri Decoin
- 1955 : Les Aventures de Quentin Durward (Quentin Durward) de Richard Thorpe
- 1956 : Diane de Poitiers (Diane) de David Miller
- ? 1956 : Si Paris nous était conté de Sacha Guitry ?[pas clair]
- 1956 : Michel Strogoff de Carmine Gallone
- 1956 : Les Aventures de Gil Blas de Santillane de René Jolivet
- 1957 : Action immédiate de Maurice Labro
- 1957 : Les Aventures d'Arsène Lupin de Jacques Becker
- 1958 : Les Vikings (The Vikings) de Richard Fleischer
- 1959 : Le Bossu d'André Hunebelle
- 1959 : Katia de Robert Siodmak
- 1960 : Le Capitan d'André Hunebelle
- 1960 : Austerlitz d'Abel Gance
- 1961 : Vive Henri IV, vive l'amour de Claude Autant-Lara
- 1961 : La Princesse de Clèves de Jean Delannoy
- 1961 : Les Trois Mousquetaires de Bernard Borderie
- 1961 : Le Miracle des loups d'André Hunebelle
- 1961 : Le Comte de Monte-Cristo de Claude Autant-Lara
- 1961 : Le Capitaine Fracasse de Pierre Gaspard-Huit
- ? 1962 : La Fayette de Jean Dréville ?[pas clair]
- 1962 : Mandrin, bandit gentilhomme de Jean-Paul Le Chanois
- 1962 : Les Mystères de Paris d'André Hunebelle
- 1962 : Le Crime ne paie pas (sketche L'Affaire Hugues) de Gérard Oury
- 1962 : Cartouche de Philippe de Broca
- 1962 : Le Chevalier de Pardaillan de Bernard Borderie
- 1962 : La Salamandre d'or de Maurice Regamey
- 1962 : Le Masque de fer d'Henri Decoin
- ? 1962 : Le Jour le plus long (The Longest Day) de Ken Annakin, Andrew Marton, Gerd Oswald, Bernhard Wicki et Darryl F. Zanuck ?[pas clair]
- 1963 : OSS 117 se déchaîne d'André Hunebelle
- 1963 : Shéhérazade de Pierre Gaspard-Huit
- 1963 : Les Femmes d'abord de Raoul André
- 1963 : Charade de Stanley Donen
- 1963 : L'Honorable Stanislas, agent secret de Jean-Charles Dudrumet
- 1963 : Scaramouche (ou La Máscara de Scaramouche) d'Antonio Isasi-Isasmendi
- 1963 : D'où viens-tu Johnny ? de Noël Howard
- 1963 : Blague dans le coin de Maurice Labro
- 1964 : Des frissons partout de Raoul André
- 1964 : Une ravissante idiote d'Édouard Molinaro
- 1964 : La Tulipe Noire de Christian-Jaque
- 1964 : Coplan prend des risques de Maurice Labro
- 1964 : Coplan, agent secret FX 18 de Maurice Cloche
- 1964 : Angélique, Marquise des anges de Bernard Borderie
- 1964 : Une souris chez les hommes (ou Un drôle de caïd) de Jacques Poitrenaud
- 1964 : Laissez tirer les tireurs de Guy Lefranc
- 1964 : Nick Carter va tout casser d'Henri Decoin
- 1964 : Lucky Jo de Michel Deville
- 1964 : Banco à Bangkok pour OSS 117 d'André Hunebelle
- ? 1964 : Le Train (The Train) de John Frankenheimer, Arthur Penn et Bernard Farrel ?[pas clair]
- 1964 : Fantomas d'André Hunebelle
- 1965 : Ces dames s'en mêlent de Raoul André
- 1965 : Faites vos jeux, mesdames (ou Feu à volonté) de Marcel Ophuls
- 1965 : Le Majordome de Jean Delannoy
- 1965 : Les Deux Orphelines de Riccardo Freda
- ? 1965 : Le Gentleman de Cocody de Christian-Jaque ?[pas clair]
- 1965 : Furia à Bahia pour OSS 117 d'André Hunebelle
- 1965 : Corrida pour un espion de Maurice Labro
- 1965 : Fantomas se déchaîne d'André Hunebelle
- 1965 : La Tête du client de Jacques Poitrenaud
- 1965 : Le Corniaud de Gérard Oury
- 1965 : Pleins feux sur Stanislas de Jean-Charles Dudrumet
- 1965 : Quoi de neuf, Pussycat ? (What's New, Pussycat?) de Clive Donner
- 1965 : Coplan FX 18 casse tout (Agente 777 missione Summergame) de Riccardo Freda
- 1965 : Nick Carter et le Trèfle rouge de Jean-Paul Savignac
- 1965 : Train d'enfer de Gilles Grangier
- 1966 : Angélique et le Roy de Bernard Borderie
- 1966 : Le Saint prend l'affût de Christian-Jaque
- 1966 : Carré de dames pour un as de Jacques Poitrenaud
- 1966 : Paradiso, hôtel du libre-échange (Hotel Paradiso) de Peter Glenville
- 1966 : Atout cœur à Tokyo pour OSS 117 de Michel Boisrond
- 1966 : La Grande Vadrouille de Gérard Oury
- 1967 : Bang-bang (ou Poursuite partie) de Serge Piollet
- 1967 : Fantomas contre Scotland Yard d'André Hunebelle
- 1967 : Les Grandes Vacances de Jean Girault
- 1967 : Coplan ouvre le feu à Mexico de Riccardo Freda
- 1967 : Sept hommes et une garce de Bernard Borderie
- 1967 : Estouffade à la Caraïbe de Jacques Besnard
- 1967 : Peau d'espion d'Édouard Molinaro
- 1967 : Le Soleil des voyous de Jean Delannoy
- 1967 : L'Homme qui valait des milliards de Michel Boisrond
- 1967 : Le Fou du labo 4 de Jacques Besnard
- 1967 : Johnny Banco d'Yves Allégret
- 1968 : Casse-tête chinois pour le judoka de Maurice Labro
- 1968 : La Louve solitaire d'Édouard Logereau
- 1968 : Coplan sauve sa peau d'Yves Boisset
- ? 1968 : Pas de roses pour OSS 117 (Niente rose per OSS 117) de Jean-Pierre Desagnat, André Hunebelle et Renzo Cerrato ?[pas clair]
- 1968 : Adieu l'ami de Jean Herman
- 1968 : Sous le signe de Monte-Cristo d'André Hunebelle
- 1969 : Le Paria de Claude Carliez
- 1969 : Le Cerveau (The Brain) de Gérard Oury – (Carliez n’a pas pu participer au tournage du film car il tournait son film Le Paria, n’envoyant que son équipe de cascadeurs.)
- 1969 : La Voie lactée de Luis Buñuel
- 1969 : L'or se barre (The Italian Job) de Peter Collinson
- 1969 : Aux frais de la princesse de Roland Quignon
- 1969 : Jeff de Jean Herman
- 1969 : Mon oncle Benjamin d'Édouard Molinaro
- 1970 : Commencez la révolution sans nous (Start the Revolution Without Me) de Bud Yorkin
- 1970 : La Peau de Torpédo de Jean Delannoy
- 1970 : Le Mur de l'Atlantique de Marcel Camus
- 1971 : Les Mariés de l'an II de Jean-Paul Rappeneau
- 1971 : Le Casse (The Burglars) d'Henri Verneuil
- 1971 : Papa les p'tits bateaux de Nelly Kaplan
- 1971 : La Folie des grandeurs de Gérard Oury
- ? 1973 : Chacal (The Day of the Jackal) de Fred Zinnemann ?[pas clair]
- 1973 : L'Histoire très bonne et très joyeuse de Colinot trousse-chemise de Nina Companeez
- 1973 : Les Aventures de Rabbi Jacob de Gérard Oury
- 1974 : Marseille contrat (The Marseille Contract) de Robert Parrish
- 1974 : Par ici la monnaie (ou Les Démerdards) de Richard Balducci
- 1974 : Le Hasard et la Violence de Philippe Labro
- 1974 : Q (ou Au plaisir des dames) de Jean-François Davy
- 1974 : Un linceul n'a pas de poches de Jean-Pierre Mocky
- 1974 : Nuits rouges de Georges Franju
- 1974 : La Gifle de Claude Pinoteau
- 1974 : Le Retour du grand blond d'Yves Robert
- 1975 : L'important c'est d'aimer d'Andrzej Żuławski
- 1975 : Rosebud d'Otto Preminger
- 1975 : Peur sur la ville d'Henri Verneuil
- 1975 : Au-delà de la peur de Yannick Andréi
- 1975 : On a retrouvé la septième compagnie de Robert Lamoureux
- 1975 : Le Sauvage de Jean-Paul Rappeneau
- 1976 : Blondy de Sergio Gobbi
- 1976 : Calmos de Bertrand Blier
- 1976 : René la Canne de Francis Girod
- 1976 : L'Alpagueur de Philippe Labro
- 1976 : Une femme fidèle de Roger Vadim
- 1976 : Police Python 357 d'Alain Corneau
- 1976 : Un éléphant ça trompe énormément d'Yves Robert
- 1976 : Le Corps de mon ennemi d'Henri Verneuil
- 1977 : Dites-lui que je l'aime de Claude Miller
- 1977 : L'Animal de Claude Zidi
- 1977 : Vous n'aurez pas l'Alsace et la Lorraine de Coluche et Marc Monnet
- 1977 : Julia de Fred Zinnemann
- 1978 : L'Ordre et la sécurité du monde de Claude d'Anna
- 1978 : Perceval le Gallois d'Éric Rohmer
- 1978 : La Carapate de Gérard Oury
- 1979 : Grandison d'Achim Kurz
- 1979 : Écoute voir d'Hugo Santiago
- 1979 : Coup de tête de Jean-Jacques Annaud
- 1979 : Flic ou voyou de Georges Lautner
- 1979 : Moonraker de Lewis Gilbert
- 1979 : La Guerre des polices de Robin Davis
- 1980 : Le Guignolo de Georges Lautner
- 1980 : Le Complot diabolique du docteur Fu Manchu (The Fiendish Plot of Dr. Fu Manchu) de Piers Haggard
- 1980 : Le Coup du parapluie de Gérard Oury
- 1980 : Les Charlots contre Dracula de Jean-Pierre Desagnat
- 1980 : La Tour Eiffel en otage (The Hostage Tower) de Claudio Guzmán (en)
- 1981 : Garde à vue de Claude Miller
- 1981 : Pour la peau d'un flic d'Alain Delon
- 1981 : Le Professionnel de Georges Lautner
- 1981 : Condorman de Charles Jarrott
- 1982 : Le Bourgeois gentilhomme de Roger Coggio
- 1982 : Josepha de Christopher Frank
- 1982 : Le Retour de Martin Guerre de Daniel Vigne
- 1982 : Le Choc de Robin Davis
- 1982 : On s'en fout, nous on s'aime de Michel Gérard
- 1982 : Les Misérables de Robert Hossein
- 1982 : Enigma de Jeannot Szwarc
- 1982 : L'As des as de Gérard Oury
- 1982 : La Boum 2 de Claude Pinoteau
- 1983 : Le Battant d'Alain Delon et Robin Davis
- 1983 : Surexposé (Exposed) de James Toback
- 1983 : La Lune dans le caniveau de Jean-Jacques Beineix
- 1983 : La Bête noire de Patrick Chaput
- 1983 : Flics de choc de Jean-Pierre Desagnat
- 1983 : Le Marginal de Jacques Deray
- 1984 : Retenez-moi... ou je fais un malheur ! de Michel Gérard
- 1984 : Le Lion des Flandres (De Leeuw van Vlaanderen) d'Hugo Claus
- 1984 : Les Cavaliers de l'orage de Gérard Vergez
- 1984 : Les Morfalous d'Henri Verneuil
- 1984 : Stress de Jean-Louis Bertuccelli
- 1984 : Le Jumeau d'Yves Robert
- 1984 : Joyeuses Pâques de Georges Lautner
- 1984 : La Vengeance du serpent à plumes de Gérard Oury
- 1984 : Une Américaine à Paris (American Dreamer) de Rick Rosenthal
- 1984 : Rive droite, rive gauche de Philippe Labro
- 1984 : La Tête dans le sac de Gérard Lauzier
- 1984 : La Septième Cible de Claude Pinoteau
- ? 1985 : Didi et la revanche des déshérités (de) de Christian Rateuke et Dieter Hallervorden ?[pas clair]
- 1985 : Hors-la-loi de Robin Davis
- 1985 : Dangereusement vôtre (A View to a Kill) de John Glen
- 1985 : Target d'Arthur Penn
- 1985 : Bras de fer de Gérard Vergez
- 1985 : Wildschut (nl) de Bobby Eerhart
- 1985 : Zahn um Zahn (de) d'Hajo Gies (de)
- 1986 : Twist again à Moscou de Jean-Marie Poiré
- 1986 : Max mon amour (Max My Love), (マックス、モン・アムール) de Nagisa Ōshima
- 1987 : Lévy et Goliath de Gérard Oury
- 1987 : Le Solitaire de Jacques Deray
- 1988 : Voulez-vous mourir avec moi ? (Der Kuß des Tigers) de Petra Haffter
- 1988 : Deux Minutes de soleil en plus de Gérard Vergez
- 1988 : La Couleur du vent de Pierre Granier-Deferre
- 1988 : Sweet Lies de Nathalie Delon
- 1989 : Thank You Satan d'André Farwagi
- 1989 : Valmont de Miloš Forman
- 1990 : Présumé dangereux de Georges Lautner
- 1990 : Connemara de Louis Grospierre
- 1991 : Netchaïev est de retour de Jacques Deray
- 1991 : La Neige et le Feu de Claude Pinoteau
- 1991 : Les Fleurs du mal de Jean-Pierre Rawson
- 1992 : Le Retour de Casanova d'Édouard Niermans
- 1992 : Max et Jérémie de Claire Devers
- 1993 : Une journée chez ma mère de Dominique Cheminal
- 1993 : Louis, enfant roi de Roger Planchon
- 1993 : Pétain de Jean Marbœuf
- 1994 : Je t'aime quand même de Nina Companeez
- 1994 : La Fille de d'Artagnan de Bertrand Tavernier
- 1995 : L'Amour conjugal de Benoît Barbier
- 1996 : Beaumarchais, l'insolent d'Édouard Molinaro
- 1997 : La Dame du jeu d'Anna Brasi
- 1998 : Une chance sur deux de Patrice Leconte

#### Maître d'armes
- 1953 : Les Trois Mousquetaires d'André Hunebelle
- 1954 : Cadet Rousselle d'André Hunebelle
- 1958 : Les Vikings (The Vikings) de Richard Fleischer
- 1959 : Le Bossu d'André Hunebelle
- 1960 : Le Capitan d'André Hunebelle
- 1961 : Les Trois Mousquetaires de Bernard Borderie
- 1961 : Le Miracle des loups d'André Hunebelle
- 1961 : Le Capitaine Fracasse de Pierre Gaspard-Huit
- 1962 : Le Chevalier de Pardaillan de Bernard Borderie
- 1962 : Le Masque de fer d'Henri Decoin
- 1962 : Cartouche de Philippe de Broca
- 1994 : La Fille de d'Artagnan de Bertrand Tavernier

#### Effets spéciaux
- 1960 : Le Capitan d'André Hunebelle
- 1961 : Le Comte de Monte-Cristo de Claude Autant-Lara
- 1962 : Cartouche de Philippe de Broca
- 1965 : Le Corniaud de Gérard Oury
- 1966 : La Grande Vadrouille de Gérard Oury
- 1967 : Les Grandes Vacances de Jean Girault
- 1971 : La Folie des grandeurs de Gérard Oury

#### Réalisateur
- 1969 : Le Paria

#### Régisseur
- 1960 : La Corde raide de Jean-Charles Dudrumet

#### Acteur
- 1953 : Les Trois Mousquetaires d'André Hunebelle : un garde de Richelieu / la doublure de Jean Martinelli
- 1954 : Cadet Rousselle d'André Hunebelle : le gendarme qui se bat en duel
- 1955 : Le Fils de Caroline chérie de Jean Devaivre
- 1955 : L'Affaire des poisons d'Henri Decoin : un acheteur de produit miracle
- 1956 : Les Aventures de Gil Blas de Santillane de René Jolivet : un homme qui se bat
- 1957 : Les Aventures d'Arsène Lupin de Jacques Becker : petit rôle
- 1959 : Le Bossu d'André Hunebelle : un spadassin à la solde du duc de Gonzague
- 1960 : Austerlitz d'Abel Gance : le général Pierre Margaron
- 1961 : Les Trois Mousquetaires de Bernard Borderie : Bernajoux, capitaine des gardes du cardinal
- 1961 : Le Miracle des loups d'André Hunebelle : un compagnon de Robert de Neuville (un soldat)
- 1962 : Le Crime ne paie pas (sketche L'Affaire Hugues) de Gérard Oury : le juge du duel
- 1962 : Cartouche de Philippe de Broca : l'autre gentilhomme de l'auberge
- 1962 : Mandrin, bandit gentilhomme de Jean-Paul Le Chanois : un aristocrate
- 1962 : La Salamandre d'or de Maurice Regamey : un maître d'armes
- 1965 : Furia à Bahia pour OSS 117 d'André Hunebelle : Thomas Ellis
- 1967 : Fantomas contre Scotland Yard d'André Hunebelle : un gendarme
- 1967 : Les Grandes Vacances de Jean Girault : un marin au club nautique
- 1969 : Le Paria de Claude Carliez : pilote d'avion
- 1971 : Les Mariés de l'an II de Jean-Paul Rappeneau : un bagarreur
- 1974 : Le Retour du grand blond d'Yves Robert : un homme de main de Toulouse
- 1974 : Un linceul n'a pas de poches de Jean-Pierre Mocky : un homme de main
- 1976 : L'Alpagueur de Philippe Labro : le touriste anglais
- 1976 : Un éléphant ça trompe énormément d'Yves Robert : l'homme qui gifle Simon
- 1977 : L'Animal de Claude Zidi : lui-même
- 1979 : Écoute voir d'Hugo Santiago : un homme de main
- 1979 : Moonraker de Lewis Gilbert : un gondolier / un lanceur de bolas / un homme de main de Drax
- 1981 : Garde à vue de Claude Miller : un policier
- 1984 : Les Morfalous d'Henri Verneuil : un légionnaire (Vers la quatrième minute, il reçoit une balle dans le dos.)
- 1984 : Une Américaine à Paris (American Dreamer) de Rick Rosenthal : un truand
- 1985 : Target d'Arthur Penn : homme esquivant dans la rue devant une voiture

### Télévision

#### Coordinateur des combats et des cascades
- 1957–1958 : L’Alcade de Zalamea, téléfilm de Marcel Bluwal
- 1961 : Les Classiques de l'étrange, TV 8 programmes
- 1963 : Le maître de Ballantrae, téléfilm d'Abder Isker
- 1963–1966 : Thierry la Fronde, série télévisée de Robert Guez et Pierre Goutas
- 1964 : Rocambole, feuilleton télévisé de Jean-Pierre Decourt
- 1964 : La Mégère apprivoisée, téléfilm de Pierre Badel
- 1965 : Le Roi Lear, téléfilm de Jean Kerchbron
- 1966 : Corsaires et Flibustiers (ou Les Corsaires), feuilleton télévisé de Claude Boissol et Claude Barma
- 1966 : Les Compagnons de Jéhu, feuilleton télévisé de Michel Drach
- 1966 : La Tour de Nesle, téléfilm de Jean-Marie Coldefy
- 1966 : D'Artagnan, chevalier du roi, feuilleton télévisé d'Henri Carrier
- 1967 : Max le débonnaire épisode Un bon petit Jules, série télévisée de Gilles Grangier
- 1967 : Deux Romains en Gaule, TV speciale de Pierre Tchernia
- 1967 : Le Chevalier Tempête, feuilleton télévisé de Yannick Andréi
- 1967 : Lagardère, mini-série télévisée de Jean-Pierre Decourt
- 1967 : Marion Delorme, téléfilm de Jean Kerchbron
- 1969 : Les Eaux mêlées, téléfilm de Jean Kerchbron
- 1970–1973 : Gala de l'Union des artistes, feuilleton télévisé de Claude Barrois, Dominique Perrin et Francis Morane
- 1970 : L'Illusion comique, téléfilm de Robert Maurice
- 1971 : La Dame de Monsoreau, mini-série télévisée de Yannick Andréi
- 1971 : Quentin Durward, feuilleton télévisé de Gilles Grangier
- 1971 : Le Drame de Vauban, téléfilm de Jean-Marie Coldefy
- 1972 : Une brune aux yeux bleus, téléfilm de Lazare Iglesis
- 1972 : Raboliot, téléfilm de Jean-Marie Coldefy
- 1972 : Roméo et Juliette, téléfilm de Claude Barma
- 1973 : Les Rois maudits, mini-série télévisée de Claude Barma
- 1973 : Joseph Balsamo, mini-série télévisée d'Abder Isker
- 1973 : Un certain Richard Dorian, série télévisée d'Abder Isker
- 1973 : L'équipe ou Le roman des fortifs, téléfilm de Jean Kerchbron
- 1973 : La Duchesse d'Avila, mini-série télévisée de Philippe Ducrest
- 1973 : Karatekas and Co, série télévisée d'Edmond Tyborowski
- 1974 : La Main enchantée, téléfilm de Michel Subiela
- 1974 : L'Homme au contrat, série télévisée de Jacques Audoir
- 1974 : Ardéchois cœur fidèle, feuilleton télévisé de Jean-Pierre Gallo
- 1974–1975 : La Juive du Château-Trompette, mini-série télévisée de Yannick Andréi
- 1975 : L'Ingénu, téléfilm de Jean-Pierre Marchand
- 1975 : L'Homme sans visage, mini-série télévisée de Georges Franju
- 1975 : Les Mohicans de Paris, feuilleton télévisé de Bernard Borderie
- 1975 : La Mort d'un touriste, mini-série télévisée d'Abder Isker
- 1975–1977 : Michel Strogoff, mini-série télévisée de Jean-Pierre Decourt
- 1976 : Don César de Bazan, téléfilm de Jean-Pierre Marchand
- 1976 : Les Roses de Mañara, téléfilm de Jean Kerchbron
- 1976 : Le Jeune Homme et le Lion, téléfilm de Jean Delannoy
- 1976–1982 : Commissaire Moulin, série télévisée de Jean Kerchbron, Claude Grinberg et Jacques Ertaud
- 1976–1977 : Ces beaux messieurs de Bois-Doré, feuilleton télévisé de Bernard Borderie
- 1977–1979 : Désiré Lafarge, feuilleton télévisé de Jean-Pierre Gallo
- 1977 : D'Artagnan amoureux, mini-série télévisée en cinq épisodes de Yannick Andréi
- 1977 : Les Rebelles, téléfilm de Pierre Badel
- 1977 : Recherche dans l'intérêt des familles, série télévisée de Philippe Arnal
- 1978 : Les Pirates de la mer, téléfilm de Jean Kerchbron
- 1978 : Les Brigades du Tigre, série télévisée de Victor Vicas
- 1978 : Le sacrifice, téléfilm d’Alexandre Tarta
- 1978 : Gaston Phébus, mini-série télévisée de Bernard Borderie
- 1978 : La Main coupée, téléfilm de Jean Kerchbron
- ? 1978 : Émile Zola ou la Conscience humaine, mini-série télévisée de Stellio Lorenzi ?[pas clair]
- 1979 : Histoires de voyous, feuilleton télévisé de Michel Berny
- 1979 : La Maréchale d’Ancre, téléfilm de Jean Kerchbron
- 1979 : Un juge, un flic, série télévisée de Denys de La Patellière
- 1979 : Pierrot mon ami, téléfilm de François Leterrier
- 1979 : Madame de Sévigné : Idylle familiale avec Bussy-Rabutin, téléfilm de Gérard Pignol et Jacques Vigoureux
- 1979–1982 : Les Enquêtes du commissaire Maigret, série télévisée d’Yves Allégret, Jean-Paul Sassy et Louis Grospierre
- 1979 : Le Feu dans l'eau, téléfilm de Jean-Daniel Verhaeghe
- 1979 : La Lumière des justes, Mini-série télévisée de Yannick Andréi
- 1980 : L'âge bête, téléfilm de Jacques Ertaud
- 1980 : Le Vol d'Icare, téléfilm de Daniel Ceccaldi
- 1980 : Petit déjeuner compris, mini-série télévisée de Michel Berny
- 1980 : Fantômas, mini-série télévisée de Claude Chabrol et Juan Luis Buñuel
- 1981 : Blanc, bleu, rouge, feuilleton télévisé de Yannick Andréi
- 1981 : Navarro, série télévisée de Serge Leroy
- 1982 : Adieu, téléfilm de Pierre Badel
- 1982 : Mersonne ne m'aime, téléfilm de Liliane de Kermadec
- 1982 : L'Épingle noire, mini-série télévisée de Maurice Frydland
- ? 1982 : La Sorcière, téléfilm de Charles Brabant ?[pas clair]
- 1983 : Vendredi ou la Vie sauvage, téléfilm de Gérard Vergez
- 1983 : Fou comme l'oiseau, téléfilm de Fabrice Cazeneuve
- 1983–1984 : La Chambre des dames, feuilleton télévisé de Yannick Andréi
- 1984 : Quidam, téléfilm de Gérard Marx
- 1984 : Le Mystérieux Docteur Cornélius, mini-série télévisée de Maurice Frydland
- 1984 : Allô Béatrice, mini-série télévisée de Jacques Besnard
- 1984 : Les timides aventures d'un laveur de carreaux, téléfilm de Jean Brard
- 1984 : Les Fils des alligators, téléfilm d’André Farwagi
- 1984 : Billet doux, mini-série télévisée de Michel Berny
- 1985 : Série noire, collection de 37 téléfilms de Gérard Marx
- 1985 : Les colonnes du ciel, mini-série télévisée de Gabriel Axel
- 1986 : Grandeur et décadence d'un petit commerce de cinéma, téléfilm de Jean-Luc Godard
- 1986 : Monte Carlo, mini-série télévisée d'Anthony Page
- 1987 : Le Gerfaut, feuilleton télévisé de Marion Sarraut
- 1987 : Napoleon and Josephine: A Love Story (en), mini-série télévisée de Richard T. Heffron
- 1988 : Les Lutteurs immobiles, téléfilm d’André Farwagi
- 1988 : Les Cinq Dernières Minutes, série télévisée de Gilles Katz
- 1989 : Liberté, Libertés, téléfilm de Jean-Dominique de la Rochefoucauld
- 1989 : La Grande Cabriole, mini-série télévisée de Nina Companeez
- 1989 : Le Conte de deux cités (en) (A Tale of Two Cities), mini-série télévisée de Philippe Monnier
- 1989 : Jeanne d'Arc, le pouvoir et l'innocence, téléfilm de Pierre Badel
- 1989 : La Comtesse de Charny, mini-série télévisée de Marion Sarraut
- 1989 : Le Retour de Lemmy Caution, téléfilm de Josée Dayan
- 1989 : Le Retour d'Arsène Lupin, série télévisée de Jacques Besnard et Michel Boisrond
- 1990 : Imogène, série télévisée de François Leterrier et Thierry Chabert
- 1990 : Hôtel de police, série télévisée de Claude Barrois
- 1990 : Nouvelles de Marcel Aymé, (cinq adaptations de nouvelles) série télévisée de Pierre Tchernia
- 1991 : Le Roi Mystère, mini-série télévisée de Paul Planchon
- 1991 : La Florentine, feuilleton télévisé de Marion Sarraut
- 1991 : L'Alerte rouge, téléfilm de Gilles Katz
- 1994 : Jalna, mini-série télévisée de Philippe Monnier
- 1995 : Charlotte et Léa, téléfilm de Jean-Claude Sussfeld
- 1995 : Un si bel orage, téléfilm de Jean-Daniel Verhaeghe
- 1995 : La Veuve de l'architecte, téléfilm de Philippe Monnier
- 1995 : Le groom, téléfilm de Paul Racer
- 1997 : Le Namouic, téléfilm de Gilles Capelle
- 1998 : Louis la Brocante, série télévisée de Jacques Rouzet et Pierre Sisser
- 1999 : Joséphine, ange gardien, série télévisée de Pierre Joassin
- 2000 : Marion et son tuteur, téléfilm de Jean Larriaga

#### Acteur
- 1958 : Si c'était vous ?, série télévisée de Marcel Bluwal : le garçon du snack
- 1961 : Le trésor des treize maisons, série télévisée de Jean Bacqué
- 1963–1966 : Thierry la Fronde, série télévisée de Robert Guez et Pierre Goutas
- 1966 : Corsaires et Flibustiers (ou Les Corsaires), feuilleton télévisé de Claude Barma : Alain
- 1966 : D'Artagnan, chevalier du roi, feuilleton télévisé d'Henri Carrier : Maître Carliez
- 1968 : Cinéma, série télévisée de Jean Kerchbron : lui-même
- 1969–1978 : Gala de l'Union des artistes, feuilleton télévisé de Dominique Perrin, Pierre Tchernia, Francis Morane et Claude Barrois : lui-même
- 1970 : Garden-Party, série télévisée d'Arthur Maria Rabenalt
- 1972 : Les amis de Zorro L'agent secret, spécial télévisée de Claude Cobast
- 1973 : Joseph Balsamo, mini-série télévisée d'André Hunebelle : un officier
- 1973 : L'Hiver d'un gentilhomme, feuilleton télévisé de Yannick Andréi : Crassol
- 1973 : Héloïse et Abélard, téléfilm de Jacques Trébouta : un combattant
- 1973 : L'Éducation sentimentale, série télévisée de Marcel Cravenne : le directeur du duel
- 1973 : Sport en fête : lui-même
- 1974–1975 : La Juive du Château-Trompette, mini-série télévisée de Yannick Andréi
- 1975 : La Mort d'un touriste, mini-série télévisée d'Abder Isker : Léo Maringer
- 1977 : Recherche dans l'intérêt des familles, série télévisée de Philippe Arnal : un homme de main
- 1977–1981 : Numéro un, série télévisée / émission télévisée : lui-même
- 1978 : La Main coupée, téléfilm de Jean Kerchbron : le lieutenant de gendarmerie
- 1978–1980 : Les Rendez-vous du dimanche, série télévisée / émission télévisée de Rémy Grumbach : lui-même
- 1978 : Ciné regards, série télévisé de Daniel Martineau : lui-même
- 1980 : Le Vol d'Icare, téléfilm de Daniel Ceccaldi : le directeur du duel
- 1981 : Fugues à Fugain, série télévisée / émission télévisée de Michel Fugain : lui-même
- 1984 : Les Fils des alligators, téléfilm d’André Farwagi : Robelbach
- 1985 : Champs-Élysées, émission de variétés de la télévision de Jean-Pierre Spiero : lui-même
- 1986–1987 : La Force du destin, téléfilm de Maurice Frydland
- ? 1986 : Les petites magiciennes ?[pas clair], téléfilm d'Yves Robert : un mousquetaire
- 1987 : Le Gerfaut, feuilleton télévisé de Marion Sarraut : l'ecuyer Jérome Briant
- 1987 : Tatort episode Zahn um Zahn (de), série télévisée d'Hajo Gies : Jules
- 1989 : Renseignements généraux, série télévisée de Claude Barma : le concierge OPB
- 1995 : Charlotte et Léa, téléfilm de Jean-Claude Sussfeld : le professeur d'escrime
- 1995 : Vincent à l'heure, série télévisée d'Olivier Bressy : lui-même

### Documentaires

#### Acteur
- 1998 : Il fait des Bond: Les meilleures cascades de Rémy Julienne, documentaire, images d’archives de Frédérique Dufaut-Humbert : lui-même
- 2001 : Fantômas 70, documentaire de Thibault Carterot, Nicolas De Lamothe et François-Régis Jeanne : lui-même
- 2006 : Ken Adam's Production Films: Moonraker, documentaire de John Cork : lui-même / un gondolier
- 2006 : Jean Marais, le mal rouge et or, documentaire d’Armand Isnard
- Le Secret de la Botte de Nevers de Benjamin Rocher et François-Régis Jeanne : lui-même / maître d'armes
- 2015 : Belmondo, le magnifique, documentaire de Bruno Sevaistre : lui-même
- 2016 : Belmondo par Belmondo, documentaire de Paul Belmondo et Régis Mardon : lui-même
- 2017 : Belmondo ou le Goût du risque, documentaire de Jérôme Wybon : lui-même
- 2022 : Belmondo l'incorrigible, documentaire de François Lévy-Kuentz : lui-même

## Théâtre

### Coordinateur des combats et des cascades
- 1956 : Cyrano de Bergerac d'Edmond Rostand, mise en scène Raymond Rouleau
- 1964 : Roméo et Juliette de William Shakespeare, mise en scène Jean Gillibert
- 1967 : Dom Juan de Molière, mise en scène Antoine Bourseiller
- 1968 : Roméo et Juliette de William Shakespeare, mise en scène Michael Cacoyannis
- 1970 : Malatesta d'Henry de Montherlant, mise en scène Pierre Dux
- 1971 : Capitaine Schelle, Capitaine Eçço de Serge Rezvani, mise en scène Jean-Pierre Vincent
- 1974 : Othello de William Shakespeare, mise en scène Stéphan Meldegg
- 1974 : Et maintenant... à la tour de Nesle d'Alexandre Dumas, mise en scène Raymond Paquet
- 1977 : La Tragique Histoire d'Hamlet, prince de Danemark de William Shakespeare, mise en scène Benno Besson
- 1981 : La Stâââr de Louis Thierry, mise en scène Louis Thierry conception Magali Noël
- 1984 : Le Chevalier à la rose d'Hugo von Hofmannsthal, mise en scène Jean-Louis Thamin
- 1985 : La Tragédie de Macbeth de William Shakespeare, mise en scène Jean-Pierre Vincent
- 1987 : Kean d'Alexandre Dumas, mise en scène Robert Hossein
- 1990 : Roméo et Juliette de William Shakespeare, mise en scène Jean-Louis Thamin
- 1990 : Cyrano de Bergerac d'Edmond Rostand, mise en scène Robert Hossein
- 1992 : Chantecler d'Edmond Rostand, mise en scène Jean-Paul Lucet
- 1994 : Notre-Dame de Paris de Victor Hugo, mise en scène Jean-Paul Lucet
- 1998 : Roméo et Juliette de William Shakespeare, mise en scène Jean-Paul Lucet

## Ouvrages
- Claude Carliez, Souvenirs en cascades, Michel de Maule, 12 décembre 2016, 208 p. (présentation en ligne).